# Comtat de Meulan
El comtat de Meulan i de Beaumont-le-Roger fou una jurisdicció feudal; el primer estava situat al Vexin, i el segon a Normandia. Els comtes de Meulan foren vassalls del duc de Normandia al final del segle xi segurament pels territoris concedits en el mateix ducat.

## Història
El primer comte esmentat és Galerà o Walerà I de Chartes, mort abans del 987, que fou comte de Meulan per matrimoni amb Liegarda comtessa de Meulan i de Mantes, vídua del comte Raul de Cambrai, de la qual no es coneixen els ancestres. Van tenir almenys un fill, Galerà II o Walerà II que fou comte de Meulan i va morir un 10 d'abril però es desconeix l'any, que seria probablement el 998. El va succeir el seu fill Hug I (998—† després del 1005) casat amb una filla de Gautier III el Blanc, comte d'Amiens, Mantes, Valois i Vexin. El va succeir el seu fill Galerà III (després del 1005—† 1069) que va donar suport a Eudes, comte de Blois, en l'intent de conquerir el castell de Tillières (Verneuil, Eure) que era de Ricard II de Normandia, en els primers anys del segle xi. Es va casar amb Oda i després amb Adelaida (que havia estat la seva concubina). El va succeir el seu fill Hug II (1069-1081); es va fer monjo a Bec abans del 1081 quan va morir. Galerà III va deixar altres fills (Doda, Galerà i Folc) sense dret successori preferent a la segona filla legítima, Adelina de Meulan, germana d'Hug III, que va aportar el comtat al seu marit Roger de Beumont.
La casa comtal de Beaumont té origen en Roger, fill d'Honfroi senyor de Vieilles, esmentat en una carta el 1035, que va construir el castell de Beaumont-le-Roger en un turó sobre Vieilles. Va lluitar contra el normand Roger de Tosny al que va matar, durant els conflictes civils esdevinguts durant la minoria de Guillem II de Normandia. Roger hauria aportat uns 60 vaixells a la conquesta d'Anglaterra, i va romandre al ducat com a conseller de la duquessa Matilda de Normandia; se l'esmenta en cartes fins al 1086; va obtenir de Robert II de Normandia el feu de Brionne vers 1088/1089, a canvi d'Ivry. Es va fer monjo a Saint-Pierre de Préaux vers el 1090 i devia morir un parell d'anys després. Es va casar amb Adelina de Meulan, filla de Galerà III comte de Meulan, comtat del que en fou hereva a la mort del seu germà Hug de Meulan (1081). Era morta el 1099 quan el seu fill Robert va fer una donació per la salvació de la seva ànima.
A Roger i Adelaida els va succeir el seu fill Robert († 1118), comte de Meulan (1081) i senyor/comte de Beaumont-le-Roger i Vieilles (1090). Va lluitar a Hastings el 1066. Va rebre la ciutat de Leicester del rei Enric I d'Anglaterra i va esdevenir earl de Leicester. El seu germà Enric fou earl de Warwick el 1088. Abans del 1094 fou empresonat per Robert III de Normandia després d'impugnar el canvi d'Ivry per Brionne que havia fet el seu pare, i Brionne li fou confiscat i fou empresonat; el seu pare des del monestir on era va intervenir, fou alliberat i Brionne retornada. Es va prometre amb Godequilda de Tosny filla de Raül III de Tosny, senyor de Conches, però segurament no es va fer la boda i després la noia es va casar amb Balduí de Boulogne (Balduí II de Jerusalem des del 1100); i casat amb Isabel de Vermandois filla d'Hug I de Vermandois i Valois de qui se'n va divorciar el 1115. Van tenir nou fills dels quals Walerà IV fou el successor a Meulan i Beaumont-le-Roger; el seu germà bessó Robert el Geperut († 1168) el va succeir a Leicester.
Walerà es va revoltar contra el rei Enric I d'Anglaterra (amb els seus cunyats Hug de Montfort, Hug de Châteauneuf i Guillem Louvel, però fou derrotat i capturat al setge de Vatteville el 26 de març del 1124, i les seves terres li foren confiscades; va restar empresonat 5 anys successivament a Rouen, Bridgenorth i Wallingford, fins al 1129. El 1135 va donar suport al rei Esteve que li va retornar els feus i el va fer comte de Worcester el 1138; a la batalla de [Lincoln] va desertar (2 de febrer del 1141) i va arribar a un acord amb Jofré comte d'Anjou que li va donar el castell de Montfort-sur-Risle. Va estar promès a Matilda de Blois, filla del rei Esteve d'Anglaterra (1136), i es va casar amb Agnes de Montfort, filla d'Amauri III de Montfort comte d'Evreux. Va morir el 10 d'abril de 1166 i el va succeir el seu fill Robert. Felip II de França va confiscar els seus dominis a França i Joan sense Terra els d'Anglaterra; es va casar amb Maud de Cornualles (filla de Rainald de Dunstanville erar de Cornwall). Va morir a Poitiers el 16 d'agost del 1204. Els seus fills Walerà, Pere i Enric foren anomenats de Meulan però no en van ser comtes.

## Llista de comtes

### Comtes de Meulan
- Liegarda, comtessa de Meulan i Mantes
- Walerà I ?- abans de 987
- Walerà II 987-998
- Hug I (998- + després del 1005)
- Walera III (després del 1005 - + 1069)
- Hug II (1069-1081)
- Adelaida 1081

### Comtes de Meulan i Roger-le Beaumont
- Roger I 1081-1090
- Robert (1090 - + 1118), comte de Meulan (1081) i senyor/comte de Beaumont-le-Roger i Vieilles (1090).
- Walerà IV 1018-1124
- Domini ducal 1124-1138
- Walerà IV (segona vegada) 1138-1166
- Robert II 1166-?